# Open de Macau (golfe)
O Open de Golfe de Macau (também conhecido em inglês:  Venetian Macau Open ou em chinês:  澳門高爾夫球公開賽) é um torneio de golfe profissional masculino no Circuito Asiático de Golfe, realizado pelo Instituto do Desporto e Associação de Golfe de Macau, com o patrocínio do casino The Venetian. Foi fundado em 1998 e é disputado no Macau Golf and Country Club. Em 2015, o prémio era de um milhão de dólares estado-unidenses (cerca de 7,8 milhões de patacas).

## Vencedores
| Ano  | Vencedor               | País              | Referências       |
| ---- | ---------------------- | ----------------- | ----------------- |
| 1998 | Satoshi Oide           | Japão             | [ 4 ]             |
| 1999 | Lee Westwood           | Inglaterra        | [ 4 ]             |
| 2000 | Simon Dyson            | Inglaterra        | [ 4 ]             |
| 2001 | Zhang Lianwei          | China             | [ 4 ]             |
| 2002 | Zhang Lianwei          | China             | [ 4 ]             |
| 2003 | Colin Montgomerie      | Escócia           | [ 4 ]             |
| 2004 | Jason Knutzon          | Estados Unidos    | [ 4 ]             |
| 2005 | Wang Ter-chang         | Taiwan            | [ 4 ]             |
| 2006 | Kane Webber            | Austrália         | [ 4 ]             |
| 2007 | Lu Wen-teh             | Taiwan            | [ 6 ]             |
| 2008 | David Gleeson          | Austrália         | [ 7 ]             |
| 2009 | Thaworn Wiratchant     | Tailândia         | [ 8 ]             |
| 2010 | Não houve torneio      | Não houve torneio | Não houve torneio |
| 2011 | Chan Yih-shin          | Taiwan            | [ 9 ]             |
| 2012 | Gaganjeet Bhullar      | Índia             | [ 10 ]            |
| 2013 | Scott Hend             | Austrália         | [ 11 ]            |
| 2014 | Anirban Lahiri         | Índia             | [ 12 ]            |
| 2015 | Scott Hend             | Austrália         | [ 13 ]            |
| 2016 | Pavit Tangkamolprasert | Tailândia         | [ 14 ]            |
| 2017 | Gaganjeet Bhullar      | Índia             | [ 15 ]            |